# Phường 4, Quận 8
Phường 4 là một phường thuộc Quận 8, Thành phố Hồ Chí Minh, Việt Nam.
Phường 4 có diện tích 1,45 km², dân số năm 2021 là 54.584 người,  mật độ dân số đạt 37.644 người/km².